# Prefettura di Bimah
La prefettura di Bimah è una prefettura del Togo situato nella regione di Kara con 70.054 abitanti al censimento 2010. Il capoluogo è la città di Pagouda.

## Località
La prefettura è suddivisa nelle seguenti località:
Alemande, Aloumboukou, Assire, Boufale, Dewa, Farende, Kadianga, Kagnissi, Kawa, Kemerida, Ketao, Koloum, Konfesse, Koudja, Koukoude, Pagouda, Pessere, Siou Kawa, Sirka, Sola, Solla, Sonde, Tereouda, Tialaide, Tikare.